# 古船
《古船》是中国山东作家张炜的首部小说，1986年发表在《当代》杂志上，后由人民文学出版社出版。小说刻画了洼狸镇上隋、赵、李三家一众人物在大跃进、文革以及改革开放时代的沉浮，第十六、十七章隋抱朴的“倾诉”被一些批评家认为是书中的亮点。小说获庄重文文学奖、人民文学奖，并被《亚洲周刊》评为20世纪中文小说100强之一。

## 情节
洼狸镇上由三大姓组成，老隋家、老赵家、老李家。老隋家是从粉丝工业上兴旺的，可到了隋迎之、隋不召这一代，老隋家败落了。镇上实行联产承包，土地重新分配，人们鼓动隋迎之的大儿子隋抱朴承包粉丝作坊，但他不干。老赵家的赵多多承包了。这激起了隋家二儿子隋见素的不满，为了夺回厂子，他策划了一次“倒缸”，却被大哥不计家族之仇给“扶正”了。
赵家四爷爷赵柄是镇上真正的主宰，几十年来，无论在政治上还是在宗族上，他都建立了至高无上的威望。二十多年前，隋家兄妹被造反派抓住，四爷爷把隋家女儿含章从赵多多手下救出，认了干女儿，18岁时，含章被四爷爷强暴，为了哥哥不受骚扰，含章忍辱负重，身体有了病。赵多多的承包合同即将到期，见素要和他一较高下，他找哥哥帮忙，抱朴却要他负起全镇人的责任。但见素不听，在招标时，见素输得很惨。抱朴深爱的小葵嫁给了跛四，这深深地打击了他，抱朴告诉了弟弟多年来缠绕他的一切。抱朴说起往事：赵多多当上民兵自卫团团长以后，大开杀戒，赵四爷爷入了党，当了指导员，开会抄了隋家，抱朴的母亲茴子自杀。见素远离洼狸镇，在城里站住了脚跟。但后来，他受骗回了家，得了绝症。
粉丝厂出了问题，赵多多在绝望中撞车自焚。含章也病倒了，她用剪刀刺杀折磨了自己20年的赵四爷未遂，被公安部门逮捕，众人为其辩护。抱朴担负起重建粉丝工业的重任。

## 人物表
- 隋抱朴：隋迎之长子，本书主人公。
- 隋见素：隋迎之次子，母茴子，倔强，刚正。
- 隋含章：隋迎之女儿，母茴子。四爷爷干女儿。
- 隋迎之：隋抱朴之父，隋不召之兄，开明士绅。
- 隋不召：隋迎之之弟，从海外归来。 隋恒德：隋抱朴爷爷。
- 隋大虎：在南方牺牲的军人。
- 隋小青：新入伍的军人。
- 茴子：隋抱朴后母，隋见素、隋含章生母。
- 桂桂：隋抱朴去世的妻。

- 赵炳：四爷爷，赵家辈分最高者，曾是高顶街领导。
- 赵多多：粉丝厂承包者，曾是高顶街的民兵头儿。
- 赵闹闹：粉丝厂女工，性格泼辣，隋抱朴女友。
- 赵小葵：隋抱朴恋人，李兆路妻，后嫁跛四。
- 小累累：赵小葵之子。
- 欢儿：赵炳妻子。

- 李知常：技术革新者，恋隋含章。
- 李其生：李知常父亲，切糕发明者，外号资本家。
- 李玄通：李知常爷爷，出家为僧。
- 李兆路：粉丝厂拍丝工，小葵丈夫，死在东北矿下。
- 李玉明：李知常本家兄弟。

- 周子夫：县长，曾任洼狸镇长。
- 鲁金殿：洼狸镇书记
- 邹玉全：洼狸镇镇长
- 李玉明：高顶街书记
- 栾春记：高顶街主任
- 栾大胡子：栾春记父亲，农会主任。
- 王书记：土改工作队书记。
- 郭运：老中医，镇上的智者。
- 长脖吴：镇小学的校长，四爷爷发小。
- 张王氏：捏泥虎艺人，算命者，四爷爷情人。
- 史迪新：怪人,反对新生事物。
- 大喜：粉丝房的胖姑娘，钟情见素。
- 跛四：吹笛人，隋不召说他是邹衍脱生。
- 隋二槐：看泊的民兵，赵多多的跟班。
- 秋秋：大虎的边疆女友。
- 李玉龙：大虎在南方部队的老乡。
- 周燕燕：见素在城里的女友，周子夫侄女。
- 小凡：见素在城里的朋友。